# Irving Adler
Irving Adler (27 de abril de 1913 - 22 de septiembre de 2012) fue un escritor, matemático, científico, activista político y educador. Fue el autor de 57 libros (algunos bajo el seudónimo de Robert Irving) sobre las matemáticas, la ciencia y la educación, y es coautor de 30 más, tanto para niños como para adultos. Sus libros han sido publicados en 31 países y en 19 idiomas diferentes. Desde su adolescencia Adler estuvo involucrado en actividades sociales y políticas, se centró en los derechos humanos, las libertades civiles y la paz, incluyendo su papel como demandante en el caso Macarthismo de Adler vs. Board of Education que lleva su nombre.

## Anuncios profesionales y archivos
- Something About the Author: Autobiography Series, Volume 15, Thomson Gale, 2006,pages 1–23.
- Children's Literature Research Collection, University of Minnesota[5]
- The Mathematics Genealogy Project[2]
- Tamiment Library Guide to the Irving Adler Papers @ the Tamiment Collection[6]
- La nueva matemática, en castellano, estudio de los sistemas numéricos.